# رج آزبرن
رجینالد (رج) آزبرن (به انگلیسی: Reginald (Reg) Osborne) (زاده ۲۳ ژوئیهٔ ۱۸۹۸ - درگذشته ۱۹۷۷) بازیکن فوتبال اهل انگلستان بود که سابقهٔ بازی در تیم ملی فوتبال انگلستان را در کارنامهٔ خود دارد. وی در تاریخ ۲۸ نوامبر ۱۹۲۷ تنها بازی ملی خود را در مقابل تیم ملی فوتبال ولز انجام داد.